# Vit-de-mulet

Illustration du vit-de-mulet

Le vit-de-mulet (ou vit de mulet) est une articulation, la plupart du temps en métal, reliant une vergue à un mât.

## Étymologie
Le terme vit de mulet était primitivement employé pour l'articulation pivotante d'un mât de charge sur le pont d'un navire à voiles. La partie femelle (trou  dans le pont entouré d'un cerclage de cuivre) était d'ailleurs désignée sous le nom de connassière, terme aujourd'hui tombé en désuétude.
On trouve également les orthographes :
- vis de mulet[3] ;
- vît de mulet où il est défini comme Col de cygne[4].

Son nom, comme celui de la queue de malet, fait référence à la petitesse de l'objet par rapport à la bôme. Une autre interprétation, courante dans les chansons de marins relie ce nom à l'ancien français vit qui désignait un pénis (du latin Vectis, barre, tige). L'allégorie est clairement liée à la pénétration de différentes petites tiges métalliques lors du gréement de ce dispositif.

## Description
Utilisé sur les voiliers modernes, c'est un cardan métallique articulé selon deux axes, vertical et horizontal, permettant de relier le mât et la bôme. 
Bien que peu visible, il remplit une fonction de première importance en subissant de fortes contraintes ; sa rupture compromet sérieusement la capacité du voilier à manœuvrer.

## Anecdote
Le nom, ayant une étymologie grivoise, avait inspiré le journaliste nautique Gérard Borg, de la revue Cahiers du Yachting, qui dans les années 70 décernait des Vîts de mulet d'or, d'argent, de bronze, voire d'autres matières improbables (caramel galvanisé) qui étaient en quelque sorte les prix citron de la plaisance, attribués soit à des non-plaisanciers ayant proféré d'éminentes sottises sur des sujets maritimes, soit à des marins et plaisanciers ayant commis des manœuvres particulièrement désastreuses.
La tradition a disparu avec cette revue dirigée par Bernard Deguy après son rachat par la revue Neptune Nautisme.